# Á̧
Cette page contient des caractères spéciaux ou non latins. S’ils s’affichent mal (▯, ?, etc.), consultez la page d’aide Unicode.
Á̧ (minuscule : á̧), appelé A accent aigu cédille, est un graphème utilisé dans l’écriture de certaines langues camerounaises dont le dii, le karang, le pana, le vute et des langues amérindiennes dont le jodï. Il s’agit de la lettre A diacritée d’un accent aigu et d’une cédille.

## Utilisation
En langues camerounaises suivant l’Alphabet général des langues camerounaises, ‹ a̧ › représente un A nasalisé et l’accent aigu indique le ton haut. Il ne s’agit d’une lettre à part entière, et elle placée avec le A sans accent ou avec un autre accent dans l’ordre alphabétique.

Le á̧ est utilisé par certains auteurs comme translittération latin de l’alpha oxia et iota souscrit ‹ ᾴ › grec.
La Bibliothèque nationale de France l’utilise notamment dans la romanisation du grec suivant la ISO 843 dans son catalogue.

## Représentations informatiques
Le A accent aigu cédille peut être représenté avec les caractères Unicode suivants :
- décomposé et normalisé NFC (latin supplément-1, diacritiques) :

| formes    | représentations | chaînes de caractères | points de code | descriptions                                              |
| --------- | --------------- | --------------------- | -------------- | --------------------------------------------------------- |
| capitale  | Á̧               | Á◌̧                    | U+00C1 U+0327  | lettre majuscule latine a accent aigu diacritique cédille |
| minuscule | á̧               | á◌̧                    | U+00E1 U+0327  | lettre minuscule latine a accent aigu diacritique cédille |

- décomposé et normalisé NFD (latin de base, diacritiques) :

| formes    | représentations | chaînes de caractères | points de code       | descriptions                                                          |
| --------- | --------------- | --------------------- | -------------------- | --------------------------------------------------------------------- |
| capitale  | Á̧               | A◌̧◌́                   | U+0041 U+0327 U+0301 | lettre majuscule latine a diacritique cédille diacritique accent aigu |
| minuscule | á̧               | a◌̧◌́                   | U+0061 U+0327 U+0301 | lettre minuscule latine a diacritique cédille diacritique accent aigu |

## Sources
- Bibliothèque nationale de France, « Translittération du grec », sur Kitcat : portail d’aide au catalogage de la BnF
- (en) Lee E. Bohnhoff, A Description of Dii Phonology, Grammar, and Discourse, Ngaoundéré, Cameroun, Dii Literature Team, 2010 (lire en ligne)
- Ibirahim Njoya, Précis d’orthographe pour la langue pana, Yaoundé, Cameroun, Association Camerounaise pour la Traduction de la Bible et l’Alphabétisation, 2010 (lire en ligne)
- Robert Ernst Ulfers, Dictionnaire karang - français, 2007 (présentation en ligne, lire en ligne)
- (en) Rhonda Ann Thwing, Vute orthography statement ((phonétique modifiée avec l’API en 2004)), SIL Cameroon, 1981 (lire en ligne)